# Кира Крофт
Ки́ра Крофт (англ. Keira Croft; род. 17 марта 1995, Уэйкфилд, Род-Айленд) — американская порноактриса и эротическая фотомодель.

## Биография
Родилась и выросла в Лос-Анджелесе, первоначально посещала католическую школу для девочек, позже была переведена в другую религиозную школу уже со смешанным обучением
Снималась для таких студий, как Zero Tolerance, Evil Angel, Reality Kings, Devil’s Film, Elegant Angel, 3rd Degree, Kink.com, Mofos, Bangbros, Jules Jordan Video, Girlfriends Films и Hard X.
В 2020 году получила первые номинации на премию AVN Awards в категориях «Лучшая новая старлетка», «Лучшая сцена орального секса» и «Лучшая сцена мастурбации/стриптиза».
На сегодняшний день снялась более чем в 140 фильмах.

## Награды и номинации
| Год  | Награда                     | Результат | Категория                          | Фильм                 |
| ---- | --------------------------- | --------- | ---------------------------------- | --------------------- |
| 2019 | Spank Bank Awards           | Номинация | Best Booty                         | н/д                   |
| 2019 | Spank Bank Awards           | Номинация | Best Eyes                          | н/д                   |
| 2019 | Spank Bank Awards           | Номинация | Best Spitter / Drooler             | н/д                   |
| 2019 | Spank Bank Awards           | Номинация | DP Dynamo of the Year              | н/д                   |
| 2019 | Spank Bank Awards           | Победа    | Most Enthusiastic Fuck Bunny       | н/д                   |
| 2019 | Spank Bank Awards           | Номинация | Princess of the Piledriver         | н/д                   |
| 2019 | Spank Bank Technical Awards | Победа    | Spank Bank Awards                  | н/д                   |
| 2020 | AVN Awards                  | Номинация | Лучшая новая старлетка             | н/д                   |
| 2020 | AVN Awards                  | Номинация | Лучшая сцена орального секса       | Red Eyed Rod Gobbling |
| 2020 | AVN Awards                  | Номинация | Лучшая сцена мастурбации/стриптиза | Choked and Soaked 3   |
| 2020 | Premios GayVN               | Номинация | Mejor escena de sexo bi            | Cheaper Bi the Dozen  |